# Луцій Валерій Максим Василь
Луцій Валерій Максим Василь (*Lucius Valerius Maximus Basilius, д/н — бл. 337) — державний діяч Римської імперії.

## Життєпис
Походив з патриціанського роду Валеріїв Мессал. Онук Луція Валерія Мессали, консула 280 року, і син Луція Валерія Максима Василь, міського префекта Риму в 319—321 роках.
У 325 році обіймав посаду вікарія дієцезії Схід. У 327 році призначається консулом (разом з Флавієм Констанцієм) та преторіанським префектом Сходу.
У 332—333 роках при цезарі Констанції II був преторіанським префектом Галлії. З 334 року до 336 року був преторіанським префектом, але де саме невідоме. У Кодексі Феодосія один із законів від 2 серпня 337 року адресовано невідомому префекту Максиму і датований самим кодексом .
Автори «просопографія пізньої Римської імперії» вважали, що Валерій Максим в 336—337 роках був префектом преторія цезаря Далмація Молодшого і загинув разом з ним. Але в подальшому на підставі нових матеріалів цей тезіс взято під сумнів.

## Родина
1. Дружина — Септимія. донька Септимія Басса, міського префекта Риму
Діти:
- Септимія (325—?)
- Луцій Валерій Септимій Басс (328—?), міський префект Риму

2. Дружина — Вулкація, донька Нерація Юнія Флавіана, міського префекта Риму
Діти:
- Валерій Максим Василь, міський префект Риму
- Вулкація, дружина Руфія Меція Плацида